# Яманаси (префектура)
Яманаси (яп. 山梨県 Яманаси-кэн) — префектура, расположенная в регионе Тюбу на острове Хонсю, Япония. Площадь префектуры составляет 4465,37 км², население — 840 774 человека (1 августа 2014), плотность населения — 188,29 чел./км². Административный центр префектуры — город Кофу.

## Административно-территориальное деление

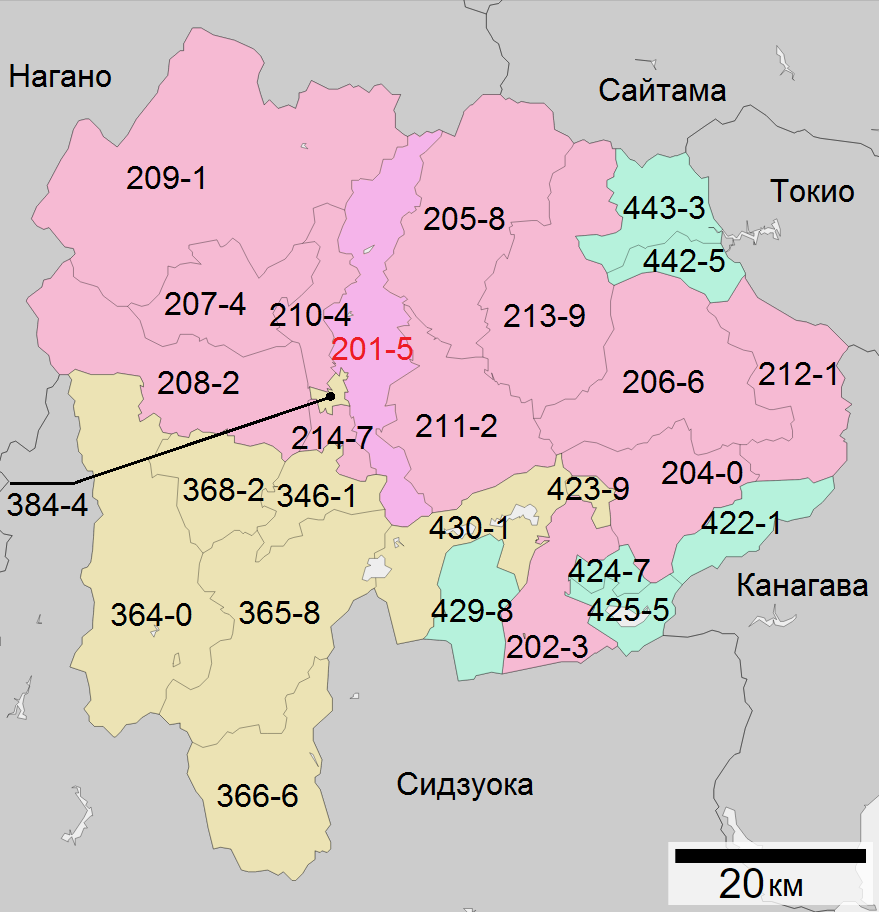

Префектура Яманаси состоит из 13 городов и 5 уездов (8 посёлков и 6 сёл). Город Кофу является столицей и имеет статус особого.
1 ноября 2004 года были объединёны посёлки Такане, Хакусю, Нагасака и Сутама и сёла Акено, Мукава и Йоидзуми, все населённые пункты из уезда Китакома, в новый город Хокуто.
| Города                       | Города                  | Города                         | Города                          | Города                  | Города                  | Города                                                   | Города                                          | Города         | Города          |
| ---------------------------- | ----------------------- | ------------------------------ | ------------------------------- | ----------------------- | ----------------------- | -------------------------------------------------------- | ----------------------------------------------- | -------------- | --------------- |
| Каи Косю Кофу                | 19210-4 19213-9 19201-5 | Минамиарупусу Нирасаки Оцуки   | 19208-2 19207-4 19206-6         | Тюо Уэнохара Фудзиёсида | 19214-7 19212-1 19202-3 | Фуэфуки Хокуто Цуру                                      | 19211-2 19209-1 19204-0                         | Яманаси        | 19205-8         |
| Уезды и посёлки и сёла в них |                         |                                |                                 |                         |                         |                                                          |                                                 |                |                 |
| Нисияцусиро                  | Нисияцусиро             | Минамикома                     | Минамикома                      | Накакома                | Накакома                | Минамицуру                                               | Минамицуру                                      | Китацуру       | Китацуру        |
| Итикавамисато                | 19346-1                 | Минобу Намбу Фудзикава Хаякава | 18365-8 19366-6 19368-2 19364-0 | Сёва                    | 19384-4                 | Доси Нарусава Нисикацура Осино Фудзикавагутико Яманакако | 19422-1 19429-8 19423-9 19424-7 19430-1 19425-5 | Косуге Табаяма | 19442-5 19443-3 |

## Символика
Эмблема была утверждена 1 октября 1966 года, а флаг префектуры — 1 декабря. Рамка эмблемы представляет собой слияние очертаний горы Фудзияма и камона рода Такэда. В центре эмблемы располагаются три кандзи «человек» (яп. 人 хито). Эмблема символизирует мир, гармонию и сотрудничество жителей префектуры.
Цветок префектуры был установлен в 1954 году, им стали цветы вишни Prunus incisa, деревом избрали клён дланевидный (сентябрь 1966), птицей — бамбуковую камышевку (июнь 1964), а животным — сероу (июнь 1964).

## В культуре
В префектуре Яманаси происходит действие аниме-сериала «Laid-Back CampЛагерь на свежем воздухе». Согласно исследованию, проведённому Университетом Яманаси, благодаря показам этого аниме-сериала доходы префектуры от туризма в 2018 году выросли на 40%.